# Isa Boletini
Isa Boletini, właśc. Isa Shala (ur. 15 stycznia 1864 w Boletinie k. Mitrowicy, zm. 23 stycznia 1916 w Podgoricy) – albański działacz narodowy i organizator ruchu powstańczego w Kosowie.

## Życiorys
Był synem Adema i Aishy. W 1878 przyłączył się do Ligi Prizreńskiej, mając zaledwie 14 lat. Wziął udział w bitwie pod Slivovą (22 kwietnia 1881) przeciwko osmańskiemu korpusowi ekspedycyjnemu Dervisha Pashy, skierowanemu do likwidacji Ligi.
W 1902 otrzymał stanowisko dowódcy gwardii albańskiej sułtana Abdülhamida II i tytuł beja. W czasie rewolucji młodoosmańskiej powrócił do Albanii i w listopadzie 1908 stanął na czele powstania albańskiego w Kosowie. Od 1910 prowadził działania partyzanckie przeciwko Turkom w rejonie Shtimje-Cëralevë. W 1912 był jednym z nielicznych przedstawicieli Kosowa, którzy dotarli do Wlory, gdzie ogłoszono albańską Deklarację Niepodległości. Razem z Ismailem Qemalem reprezentował rząd albański na konferencji w Londynie w 1913, która miała usankcjonować albańską niepodległość. Pozostał na terenie Albanii do chwili opuszczenia kraju przez księcia Wilhelma zu Wieda, a następnie powrócił do Kosowa.
W czasie I wojny światowej Boletini przyłączył się do albańskiego ruchu partyzanckiego (kaczaków), walczących przeciwko Serbii. Pod koniec 1915 przybył z oddziałem do Szkodry, gdzie przebywał w miejscowym hotelu z uwagi na pogorszenie stanu zdrowia. W styczniu 1916 w czasie próby rozbrojenia został zastrzelony wraz z synami Halilem i Seidem przez oddział czarnogórski, dowodzony przez Radomira Vešovicia. Zwłoki Boletiniego pochowano w Podgoricy, w 1998 zostały przeniesione do meczetu w Mitrovicy, gdzie poddano je oględzinom. Ostatecznie w 2015 pochowano je w grobowcu we wsi Boletin. W uroczystości wziął udział prawnuk Isy, Gazmend Boletini.
Był żonaty, miał dziewięciu synów i pięć córek.

## Pamięć
W 1986 odsłonięto w Szkodrze 5-metrowy pomnik Isy Boletiniego, dłuta Shabana Haderiego. Pomnik Boletiniego stoi także w Kosowskiej Mitrowicy, tam też działa uniwersytet jego imienia (Universiteti i Mitrovicës "Isa Boletini"). Imię Boletiniego nosi gimnazjum w Kamzie, a także ulice w Prisztinie, Mitrowicy, Uroševacu i w Gnjilanem. W 2004 Ibrahim Rugova odznaczył go orderem Bohatera Kosowa. 25 września 2004 doczesne szczątki Isy Boletiniego spoczęły na cmentarzu we wsi Boletin.